# إيفرت سكوغلاند
إيفرت سكوغلاند (بالإيطالية: Evert Skoglund)‏ هو لاعب كرة قدم إيطالي، ولد في 10 مايو 1953 في ميلانو في إيطاليا. لعب مع إنتر ميلان ونادي برو باتاريا ونادي بياتشينزا ونادي ليتشي ونادي ليكو.

## وصلات خارجية
- إيفرت سكوغلاند على موقع قاعدة بيانات كرة القدم.إي يو (الإنجليزية)